# لما العليا (سادات محمودي)
لما العلیا (بالفارسية: لما علیا) هي قرية تقع في إيران في قسم سادات محمودي الريفي. يقدر عدد سكانها بـ 356 نسمة .